# راتينجية جيزوية
الراتينجية الجيزوية نوع شجري يتبع جنس الراتينجية من الفصيلة الصنوبرية.

## البيئة والانتشار
ينتشر في شمال شرق آسيا من حدود كوريا الشمالية مع الصين إلى شرق سيبيريا وجزيرة سخالين ووسط اليابان.

## الوصف النباتي
شجرة ضخمة يصل ارتفاعها إلى 30 إلى 50 متراً ويصل قطر جذعها إلى مترين.